# Kosmal (Przerodki)
Kosmal – część wsi Przerodki w Polsce, położona w województwie mazowieckim, w powiecie żuromińskim, w gminie Lubowidz.
W latach 1975–1998 Kosmal administracyjnie należał do województwa ciechanowskiego.